# Coleophora cuprariella
Coleophora cuprariella é uma espécie de mariposa do gênero Coleophora pertencente à família Coleophoridae.